# 平正仡佬族乡
平正仡佬族乡是中华人民共和国贵州省遵义市播州区下辖的一个民族乡。

## 行政区划
平正仡佬族乡下辖以下村级行政区划单位：
红心村、共心村、葛藤村、黎明村、凤凰村和团结村。